# Colton Ford
Colton Ford (Pasadena, California; 12 de octubre de 1962-19 de mayo de 2025) fue un actor porno gay estadounidense que se retiró del entretenimiento para adultos a través del documental Naked fame. Finalmente se dedicó a la música.

## Carrera
Durante el 2005, Ford consiguió el papel protagónico en el documental Naked fame, 
producido por Christopher Long, el cual solo se estrenó en salas de Estados Unidos y Canadá.
Ford lanzó su carrera musical de estilo electrónico con el sencillo «Everything» y la versión de Stevie Wonder «Signed, sealed, delivered I'm yours». Además de componer y escribir sus propias piezas musicales, colaboró con el cantante Pepper Mashey. La canción alcanzó el puesto 9 en la lista Hot Dance Club Play y el puesto 25 en Hot Dance Singles Sales.
Lanzó su primer álbum, Tug of war, digitalmente en el 2008, mismo año en que participó del True Colors Tour de Cyndi Lauper.

## Fallecimiento
Ford murió el 19 de mayo de 2025, a la edad de 62 años, tras un accidente haciendo senderismo en Palm Springs, California. La noticia fue confirmada por amigos y colegas a través de publicaciones en las redes sociales.

## Videografía
| Año       | Título                              | Papel              | Notas        | Premios                                       |
| --------- | ----------------------------------- | ------------------ | ------------ | --------------------------------------------- |
| 2001      | Conquered                           | Gladiator          | Pornographic | 2002 Grabby Awards "Best Group Sex Scene"     |
| 2002      | Aftershock: Part 1                  | MSR's hottest      | Pornographic |                                               |
| 2002      | Head Games                          | Jocker             | Pornographic |                                               |
| 2002      | Gang Bang Café                      | Men of Odyssey     | Pornographic | Nominated 2003 GayVN Awards "Best Performers" |
| 2002      | Aftershock: Part 2                  | MSR's hottest      | Pornographic |                                               |
| 2002      | Bearing Leather                     | Bearman            | Pornographic |                                               |
| 2002      | Colton                              | Colton             | Pornographic | 2003 GayVN Awards "Gay Performer of the Year" |
| 2002      | Closed Set: The New Crew            | The key grip       | Pornographic |                                               |
| 2002      | Prowl 3: Genuine Leather            | Nastiest leather   | Pornographic |                                               |
| 2003      | Still Untamed                       | Untamer            | Pornographic |                                               |
| 2004      | Naked Fame                          | Himself            | Documentary  |                                               |
| 2008      | Another Gay Sequel: Gays Gone Wild! | Butch Hunk         | Movie        |                                               |
| 2008      | Into the Nightlife                  | Dancer in the club | Music video  |                                               |
| 2007–2009 | The Lair                            | Sheriff Trout      | TV series    |                                               |

## Discografía

### Álbumes
- 2008 - Tug of war
- 2009 - Under the covers
- 2013 - The way I am
- 2014 - Next chapter (EP)
- 2016 - Glenn Soukesian

### Sencillos
- "Everything"
- "Signed, Sealed, Delivered I'm Yours (con Pepper Mashay)
- "That's Me" (con. Cazwell y Stephen Reed)
- "The Way You Love Me"
- "Tug Of War (My Heart Won't Let Go)"
- "No One" (Alicia Keys Cover)
- "Music Sounds Better With You" (Stardust Cover)
- "Trouble" (Britney Spears Cover)
- "Losing my Religion" (R.E.M. Cover)
- "Let Me Live Again"

- "All My Love"

- "Look My Way"

- "Will I Ever Be"

Tug of war 2008
1. Ready - 3:04
2. You Ain't Gonna Change - 4:50
3. Gotta Do - 4:51
4. That's Me - 3:32
5. Bluntly Speaking - 3:30
6. The Way You Love Me - 5:05
7. You Get What You Want - 4:59
8. Tug Of War (My Heart Won't Let Go) - 4:32
9. Love Has Found a Way - 4:14
10. I'll Be Alright - 5:28
11. Wait for Me - 5:40
12. Your Love Is Everything (Ford, Denise Rich, Laythan Armor) - 6:09

Under the covers 2009
1. Rock The Boat (Aaliyah) interlude
2. With Every Heartbeat (Robyn)
3. Losing My Religion (R.E.M.)
4. Dreams (Fleetwood Mac) interlude
5. It's No Crime (Babyface)
6. Trouble (Britney Spears)
7. It Seems Like You're Ready (R. Kelly) interlude
8. Follow Me (Aly-Us)
9. By Your Side (Sade)
10. Music Sounds Better With You (Stardust) [Hot Tracks Re-Edit]
11. It's Like That (Mariah Carey) interlude
12. No One (Alicia Keys)
13. Lithium (Nirvana)
14. What About Us(Brandy)
15. You Gonna Want Me (Tiga)
16. Show Me Love (Robin S.)
17. Out Of Time (Hall & Oates)
18. Ashes To Ashes (Faith No More)